# Riserva naturale Val Grande
La Riserva naturale Val Grande è una riserva naturale integrale e biogenetica del Piemonte istituita nel 1971. Occupa una superficie di 973 ha nel comune di Cossogno, in Val Grande, nella Provincia del Verbano-Cusio-Ossola.
Come la vicina Riserva naturale Monte Mottac fa parte del Parco nazionale della Val Grande.

## Territorio
La riserva ricade nel complesso montuoso della val grande sul versante sud della Cima Pedum. Ricca di corsi d'acqua a carattere prevalentemente torrentizio, fa parte del bacino idrografico del torrente San Bernardino, tributario del lago Maggiore.

## Flora
La riserva ospita boschi di conifere e latifoglie, con presenza alle quote più basse di querce e castagni, e alle quote superiori, di formazioni di abete rosso e larice. Comuni sono anche l'abete bianco, il pioppo tremolo e la betulla. Piuttosto consistenti sono anche le formazioni di ontano verde e le distese di mirtillo nero e rododendro. Altre essenze presenti sono inoltre il tiglio, il sorbo, il nocciolo, il maggiociondolo, aceri e frassini.

## Fauna
I contrafforti rocciosi della riserva costituiscono l'habitat ideale per popolazioni di camoscio e sono siti di nidificazione dell'aquila reale.
Altri mammiferi presenti sono la lepre comune (Lepus europaeus), la lepre alpina (Lepus timidus), lo scoiattolo (Sciurus vulgaris), il ghiro (Glis glis), il riccio occidentale (Erinaceus europaeus), la volpe (Vulpes vulpes), il tasso (Meles meles), la donnola (Mustela nivalis), l'ermellino (Mustela erminea), la martora (Martes martes) e la faina (Martes foina).
Per quanto riguarda l'avifauna oltre alla già citata aquila reale sono presenti numerosi altri rapaci quali la poiana (Buteo buteo), l'astore (Accipiter gentilis), il nibbio (Milvus migrans), il gheppio (Falco tinnunculus), il gufo reale (Bubo bubo) e la civetta (Athene noctua); altre specie presenti sono la coturnice (Alectoris graeca), il fagiano di monte  (Lyrurus tetrix), il rondone alpino (Apus melba), il picchio nero (Dryocopus martius), il picchio rosso maggiore (Picoides major), il fringuello (Fringilla coelebs) e il merlo (Turdus merula).
Anche l'erpetofauna è molto ricca, con diverse specie di serpenti come la vipera (Vipera aspis), il biacco (Hierophis viridiflavus) e la biscia dal collare (Natrix natrix), sauri come il ramarro (Lacerta viridis) e l'orbettino (Anguis fragilis), e anfibi come la salamandra pezzata (Salamandra salamandra) e il tritone alpino (Ichthyosaura alpestris).

## Accessi
L'accesso alla riserva è consentito solo per ragioni scientifiche e per opere di salvaguardia e vigilanza. Non sono presenti né insediamenti né edifici.